# Bande indienne de Little Shuswap
La bande indienne de Little Shuswap (également appelée bande indienne de Little Shuswap Lake) (en langue Shuswap : Skwlax) est un gouvernement des bandes des Premières Nations de la communauté de la nation Secwepemc (Shuswap).

## Description
La Bande indienne de Little Shuswap a été créé lorsque le gouvernement de la colonie de la Colombie-Britannique a établi un système de réserves indiennes dans les années 1860. C'est un gouvernement membre du Conseil tribal de la nation Shuswap.
Au début du XXe siècle, le gouvernement central canadien avait la possibilité de déposer le chef élu. C'est ainsi qu'en 1903, l'agent Irwin, remplace François Silpahan par Isaac Thomas et mais il a dû revenir en arrière lorsque ce dernier était devenu très impopulaire. Entre 1912 et 1923, la bande indienne de Little Shuswap Lake a vu cinq différents chefs déposés.
Le chef actuel (2021) est le Kupki7 (ce qui équivaut à chef) Oliver Arnouse qui a succédé à Félix Arnouse, démissionnaire.
Cette bande indienne de Little Shuswap est située dans la région centrale de l'intérieur de la Colombie-Britannique, au Canada. Composée de la communauté indienne des Shuswap aussi appelé Secwepemc, la bande indienne en représente l'autorité gouvernementale lui-même étant l'un des Gouvernements des Bandes des Premières Nations.
Little Shuswap gère cinq réserves dont la principale se trouve à Chase, en Colombie-Britannique, parfois inscrite sur les cartes sous le nom de Squilax (ce qui signifie "ours noir" en langue Shuswap). Cette principale réserve est aussi proprement appelée Quaaout, et se trouve sur la rive du lac Little Shuswap.
|               | 1850 | 1903 | 1906 | 1990 | 2000 | 2020 |
| Titre ligne 1 | 200  | 83   | 88   | 230  | 258  | 350  |

### Géographie
La superficie totale de la bande est de 3 112,7 hectares.
Les réserves de Little Shuswap ont des altitudes entre 335 mètres et 731 mètres. Le climat présente une température moyenne de −10 degrés en janvier à plus de 20 degrés eb juillet. La moyenne des pluies se situe entre 30 et 50 centimètres.

### Économie
La bande indienne de Little Shuswap Lake s'est concentrée sur le tourisme en ville ainsi que sur le développement de l'économie de la bande locale et à ce titre, elle noue des partenariats. Plusieurs commerces ont été ajoutés dans les locaux du groupe, dont :
- Parcours de golf Talking Rock (lien)[3]
- Loge Quaaout (lien)[3]
- Piste d'atterrissage de Skwlax (lien)[3]
- Centre Skwlax (lien)

## Réserves
La bande indienne de Little Shuswap représente environ 350 membres dont un peu plus de la moitié vit dans les cinq réserves dont elle a la compétence :
- Quaaout 1 : créée le 13 août 1877[10]. Réserve de 1 726 hectares, localisée au nord-ouest de Little Shuswap Lake, au nord de Chase[7].
- Chum Creek 2 : créée le 13 août 1877[11]. Réserve de 218,2 hectares, localisée au nord-est de Little Shuswap Lake, au nord de Chase[7].
- Meadow Creek 3 (traduction Rivière des prés) : réserve de 24,3 hectares, localisée au sud-est de Chum Creek 2, dans une vallée le long de Chum Creek[7].
- Scotch Creek 4 : créée le 13 août 1877[12]. Réserve de 851,9 hectares, localisée du côté nord de Shuswap Lake près de Scotch Creek[7].
- North Bay 5 (ce qui veut dire Baie Nord) : Créée le 14 août 1877[13]. Réserve de 314,8 hectares, près de Tappen, localisée le long de Tappen Bay au sud de la branche Salmon du Shuswap Lake[7].

## Voir également
- Conseil tribal de la nation Shuswap
- Chase (Colombie Britannique)